# Bror Wahlroos
Bror Arne Napoleon Wahlroos, född 21 januari 1928 i Åbo, död 12 januari 2007 i Hyvinge, var en finländsk ämbetsman. Han var far till Björn Wahlroos.
Wahlroos blev juris licentiat 1957 och ekonomie magister 1958. Han innehade 1947–1966 olika befattningar inom näringslivet och dess organisationer, var 1966–1968 vice vd vid Oy Fiskars Ab och 1968–1969 sektionschef vid Utrikesministeriet.
Som innehavare av den inflytelserika posten som kanslichef vid Handels- och industriministeriet 1969–1992 skapade han sig ett rykte bland annat som en målmedveten sanerare av statsbolagen.